# Jakob Eklund
Jakob Anders Eklund es un actor sueco, más conocido por haber interpretado a Johan Falk en las películas de Johan Falk. 

## Biografía
Es hijo de los actores suecos Olof Eklund y Brit Ångström-Eklund, tiene cuatro hermanos Camilla, Ulrika, David y Jeanna Eklund.
Eklund tiene una estrella en el Paseo de la fama de Trollhättan en Suecia.
Jakob tiene una hija, Tove Eklund (1980) de una relación anterior.
En 1999 comenzó a salir con la actriz sueca Marie Richardson, la pareja se casó el 12 de agosto del 2008 y tienen dos hijos Klara Eklund (1995) y Leon Eklund (2000).

## Carrera
En 1998 se unió al elenco principal de la serie sueca Pip-Larssons donde interpretó al patriarca Patrik Larsson.
En 1999 interpretó por primera vez al oficial sueco de Gotemburgo, Johan Falk en Noll tolerans, la primera entrega de la franquicia de las películas de Johan Falk.
En el 2001 apareció en la película sueca Livvakterna nuevamente como Falk.
Ese mismo año apareció en la miniserie Anderssons älskarinna donde dio vida a Lars Andersson.
En el 2002 do vida a Fredrik Ståhl en la miniserie sueca Pappa polis, papel que también interpretó en Hjälp! Rånare!.
En el 2003 interpretó nuevamente al inspector de la policía Falk en Den tredje vågen. 
Ese mismo año se unió al elenco de la miniserie Tusenbröder donde interpretó a Petter, papel que volvió a dar vida en el 2007.
En el 2006 se unió al elenco principal de la miniserie Möbelhandlarens dotter donde dio vida al comerciante Frank Tidman.
En el 2007 apareció en el thriller Solstorm (en inglés: "Sunstorm") donde dio vida a Måns Wenngren.
En el 2009 obtuvo interpretó nuevamente a Falk en: Johan Falk: GSI-Gruppen för särskilda insatser, Johan Falk: Vapenbröder, Johan Falk: National Target, Johan Falk: Leo Gaut, Johan Falk: Operation Näktergal y en Johan Falk: De fredlösa. 
En el 2012 Jakob volvió a dar vida a Johan, el oficial de la Unidad de Investigaciones Especiales "GSI" en Johan Falk: Spelets regler, Johan Falk: De 107 patrioterna, Johan Falk: Alla råns moder, Johan Falk: Organizatsija Karayan y en Johan Falk: Barninfiltratören.
En el 2013 apareció en la película Johan Falk: Kodnamn: Lisa como Falk junto a Jens Hultén, Joel Kinnaman y Meliz Karlge. 
En el 2015 interpretó por última vez al investigador Johan Falk en las películas de Johan Falk: Ur askan i elden, Johan Falk: Tyst diplomati, Johan Falk: Blodsdiamanter, Johan Falk: Lockdown y finalmente en la última entre de la franquicia Johan Falk: Slutet.

## Filmografía

### Películas
| Año  | Título                                         | Personaje     | Notas                                                                                            |
| ---- | ---------------------------------------------- | ------------- | ------------------------------------------------------------------------------------------------ |
| 2015 | Johan Falk: Slutet                             | Johan Falk    | junto a Jens Hultén, Meliz Karlge, Mikael Tornving, Mårten Svedberg y Alexander Karim            |
| 2015 | Johan Falk: Lockdown                           | Johan Falk    | junto a Jens Hultén, Meliz Karlge, Henrik Norlén, Mårten Svedberg y Mikael Tornving              |
| 2015 | Johan Falk: Blodsdiamanter                     | Johan Falk    | junto a Jens Hultén, Meliz Karlge, Mårten Svedberg y Alexander Karim                             |
| 2015 | Johan Falk: Tyst diplomati                     | Johan Falk    | junto a Jens Hultén, Meliz Karlge, Mårten Svedberg, Alexandra Rapaport y Mikael Tornving         |
| 2015 | Johan Falk: Ur askan i elden                   | Johan Falk    | junto a Jens Hultén, Meliz Karlge, Mårten Svedberg, Henrik Norlén y Mikael Tornving              |
| 2013 | Johan Falk: Kodnamn: Lisa                      | Johan Falk    | junto a Joel Kinnaman, Jens Hultén, Meliz Karlge, Mårten Svedberg y Henrik Norlén                |
| 2012 | Johan Falk: Barninfiltratören                  | Johan Falk    | junto a Joel Kinnaman, Jens Hultén, Meliz Karlge, Mårten Svedberg y Mikael Tornving              |
| 2012 | Johan Falk: Organizatsija Karayan              | Johan Falk    | junto a Joel Kinnaman, Jens Hultén, Meliz Karlge, Mårten Svedberg y Mikael Tornving              |
| 2012 | Johan Falk: Alla råns moder                    | Johan Falk    | junto a Joel Kinnaman, Jens Hultén, Meliz Karlge, Mårten Svedberg y Mikael Tornving              |
| 2012 | Johan Falk: De 107 patrioterna                 | Johan Falk    | junto a Joel Kinnaman, Jens Hultén, Meliz Karlge, Mårten Svedberg y Anastasios Soulis            |
| 2012 | Johan Falk: Spelets regler                     | Johan Falk    | junto a Joel Kinnaman, Jens Hultén, Meliz Karlge, Mårten Svedberg y Mikael Tornving              |
| 2011 | Out of Bounds                                  | Nathan        | junto a Stephanie Leon, Carsten Bjørnlund y Roland Pettersson                                    |
| 2009 | Johan Falk: De fredlösa                        | Johan Falk    | junto a Joel Kinnaman, Meliz Karlge, Henrik Norlén, Mikael Tornving y Fredrik Dolk               |
| 2009 | Johan Falk: Operation Näktergal                | Johan Falk    | junto a Joel Kinnaman, Meliz Karlge, Henrik Norlén, Mikael Tornving y Zeljko Santrac             |
| 2009 | Johan Falk: Leo Gaut                           | Johan Falk    | junto a Joel Kinnaman, Meliz Karlge, Henrik Norlén, Mikael Tornving y Peter Andersson            |
| 2009 | Johan Falk: National Target                    | Johan Falk    | junto a Joel Kinnaman, Jens Hultén, Meliz Karlge, Mikael Tornving y Jaqueline Ramel              |
| 2009 | Johan Falk: Vapenbröder                        | Johan Falk    | junto a Joel Kinnaman, Jens Hultén, Meliz Karlge, Martin Wallström y Mikael Tornving             |
| 2009 | Johan Falk: GSI-Gruppen för särskilda insatser | Johan Falk    | junto a Joel Kinnaman, Jens Hultén, Meliz Karlge, Martin Wallström y Henrik Norlén               |
| 2007 | Solstorm                                       | Måns Wenngren | junto a Izabella Scorupco, Mikael Persbrandt, André Sjöberg, Krister Henriksson y Suzanne Reuter |
| 2003 | Den tredje vågen                               | Johan Falk    | junto a Irina Björklund, Nicholas Farrell, Ben Pullen, Sylvester Groth y Marie Richardson        |
| 2001 | Livvakterna                                    | Johan Falk    | junto a Samuel Fröler, Lia Boysen, Marie Richardson, Alexandra Rapaport y Krister Henriksson     |
| 1999 | Noll tolerans                                  | Johan Falk    | junto a Peter Andersson, Marie Richardson, Jacqueline Ramel, Fredrik Dolk y Lennart Hjulström    |

### Series de televisión
| Año        | Título                 | Personaje      | Notas                   |
| ---------- | ---------------------- | -------------- | ----------------------- |
| 2003, 2007 | Tusenbröder            | Petter         | 7 episodios             |
| 2006       | Wallander              | Frank Borg     | episodio "Jokern"       |
| 2006       | Möbelhandlarens dotter | Frank Tidman   | 7 episodios - miniserie |
| 2002       | Pappa polis            | Fredrik Ståhl  | 2 episodios - miniserie |
| 2002       | Hjälp! Rånare!         | Fredrik Ståhl  | 2 episodios - miniserie |
| 2001       | Anderssons älskarinna  | Lars Andersson | 6 episodios - miniserie |
| 1998       | Pip-Larssons           | Patrik Larsson | 12 episodios            |

### Teatro
| Año  | Obra              | Personaje (es)                          | Director (a)        | Teatro                | Notas                                                             |
| ---- | ----------------- | --------------------------------------- | ------------------- | --------------------- | ----------------------------------------------------------------- |
| 2010 | Lille Eyolf       | Alfred Allmers                          | Ole Anders Tandberg | Klarascenen Teatern   | junto a Petronella Barker, Åke Lundqvist y Helena Af Sandeberg    |
| 2003 | Victor/Victoria   | Rey Marchan                             | Anders Aldgård      | Oscarsteatern Teatern | junto a Jan Malmsjö, Regina Lund, Sofie Lindberg y Allan Svensson |
| 2001 | Komisk talang     | Adam Trainsmith                         | Agneta Ehrensvärd   | Dramaten Teatern      | -                                                                 |
| 1995 | Vigseln           | Wladek                                  | Karl Dunér          | Dramaten Teatern      | -                                                                 |
| 1994 | The Winter's Tale | Florizel                                | -                   | Royal D. Teatern      | junto a Kristina Törnqvist                                        |
| 1994 | Systrar, bröder   | -                                       | -                   | -                     | -                                                                 |
| 1991 | Peter Pan         | John                                    | Jackie Söderman     | Dramaten Teatern      | -                                                                 |
| 1991 | Romeo och Julia   | Paris                                   | Peter Langdal       | Dramaten Teatern      | -                                                                 |
| 1991 | Fröken Julie      | Bondfolk                                | Ingmar Bergman      | Dramaten Teatern      | -                                                                 |
| 1991 | Peer Gynt         | Busen Finn / Böjgen Dåre / Chef / Hilde | Ingmar Bergman      | Dramaten Theatre      | -                                                                 |
| 1990 | Amorina           | Överjägare / Länsman Greve Claes Henrik | Peter Stormare      | Dramaten Teatern      | -                                                                 |

## Premios y nominaciones
| Año  | Categoría | Premio                   | Película             | Resultado |
| ---- | --- | ------------------------ | -------------------- | --------- |
| 2004 | Outstanding Artistic Achievement (junto a Leif Andrée, Marie Richardson, Pernilla August, Jan Coster, Ingvar Hirdwall...) | Silver Berlin Bear Award | Om jag vänder mig om | Ganaron   |
| 2004 | Best Actor | Guldbagge Award          | Om jag vänder mig om | Nominado  |
| 2000 | Best Actor | Guldbagge Award          | Noll tolerans        | Nominado  |
| 1998 | Best Actor | Guldbagge Award          | Spring för livet     | Nominado  |